# Henry Leavitt Ellsworth

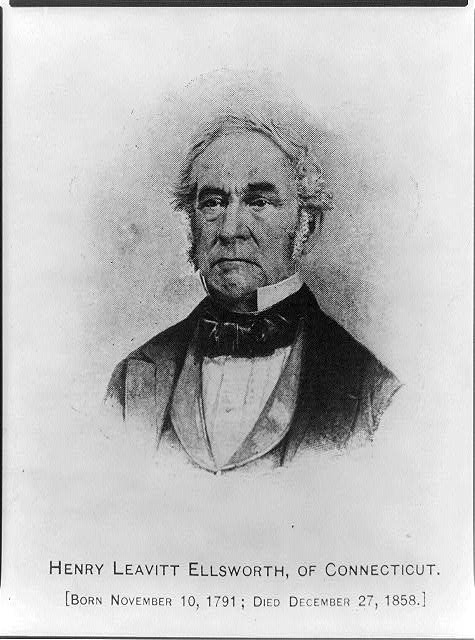
Henry Leavitt Ellsworth

Henry Leavitt Ellsworth (* 10. November 1791 in Windsor, Hartford County, Connecticut; † 27. Dezember 1858 in New Haven, Connecticut) war ein US-amerikanischer Jurist. Er war erster Leiter des amerikanischen Patentamts, Präsident des Versicherungskonzerns Aetna und Gründer des späteren Landwirtschaftsministeriums der Vereinigten Staaten.

## Leben
Ellsworth wurde in Windsor als Sohn von Oliver Ellsworth und Abigail Wolcott geboren. Er graduierte an der Yale University um dann Rechtswissenschaften an der Universität von Litchfield zu studieren.
Nach seinem Studium ließ er sich zunächst in Windsor und später in Hartford nieder, wo er zehn Jahre lebte. Am 22. Juni 1813 heiratete er Nancy Allen Goodrich (Tochter des Kongressabgeordneten, Richters und früheren Bürgermeisters von New Haven Elizur Goodrich), mit der er drei Kinder hatte. In zweiter Ehe heiratete Ellsworth Marietta Mariana Bartlett und später Catherine Smith. Seinen zweiten Vornamen erhielt er in Erinnerung an die Familie seiner Großmutter.
1811 unternahm Ellensworth seine erste Reise in den Westen der USA. Zunächst ritt er in die Connecticut Western Reserve, wo sein Vater Oliver Ellsworth 170 km² Land gekauft hatte. Über diese Reise schrieb Ellensworth einen kurzen Reisebericht mit dem Titel "Eine Reise nach Neu-Connecticut im Jahre 1811". Es war eine beschwerliche Reise, in deren Verlauf Ellsworth berauschende Ausblicke genießen konnte, sich andererseits aber auch mit Krawallmacher auseinandersetzen musste. Die Strapazen der Reise wurden durch ein Treffen mit Margaret Dwight  gelindert.
Ellsworth schrieb hierzu: "Heute traf ich mich mit meiner guten Freundin Margaret Dwight. Mit ihr verbrachte ich ein paar angenehme Stunden." Dwight selbst schrieb ebenfalls einen Reisebericht mit dem Titel "Eine Reise nach Ohio im Jahre 1810".
Zwanzig Jahre später, 1832, reiste Ellsworth erneut in den Westen, diesmal als Beauftragter der Regierung für die Indianerstämme in Arkansas und Oklahoma. Präsident Andrew Jackson ernannte ihn als Beauftragten um „das Land zu erforschen, die Grenzen zu vermessen, den Indianern den Frieden zu bringen und, ganz im Allgemeinen, Recht und Ordnung herzustellen“.
Ellsworth reiste nach Fort Gibson. Unterwegs machte er Halt in Cincinnati und Louisville um dann nach St. Louis in Missouri weiterzureisen. Dort traf er den Entdecker William Clark und den Häuptling der Sauk-Indianer Black Hawk.
Seine Mission war schwierig. Er sollte zwischen den Interessen verschiedener Indianerstämme, die von weißen Siedlern in immer kleiner werdende Reservate verdrängt wurden und denen der Familie Chouteau, einer mächtigen Pelzhändler-Dynastie vermitteln. Ellsworth wurde auf dieser Reise von dem Autor Washington Irving, dem englischen Bergsteiger, Autor und späteren Gouverneur von Victoria Charles La Trobe und Albert von Pourtalès begleitet.

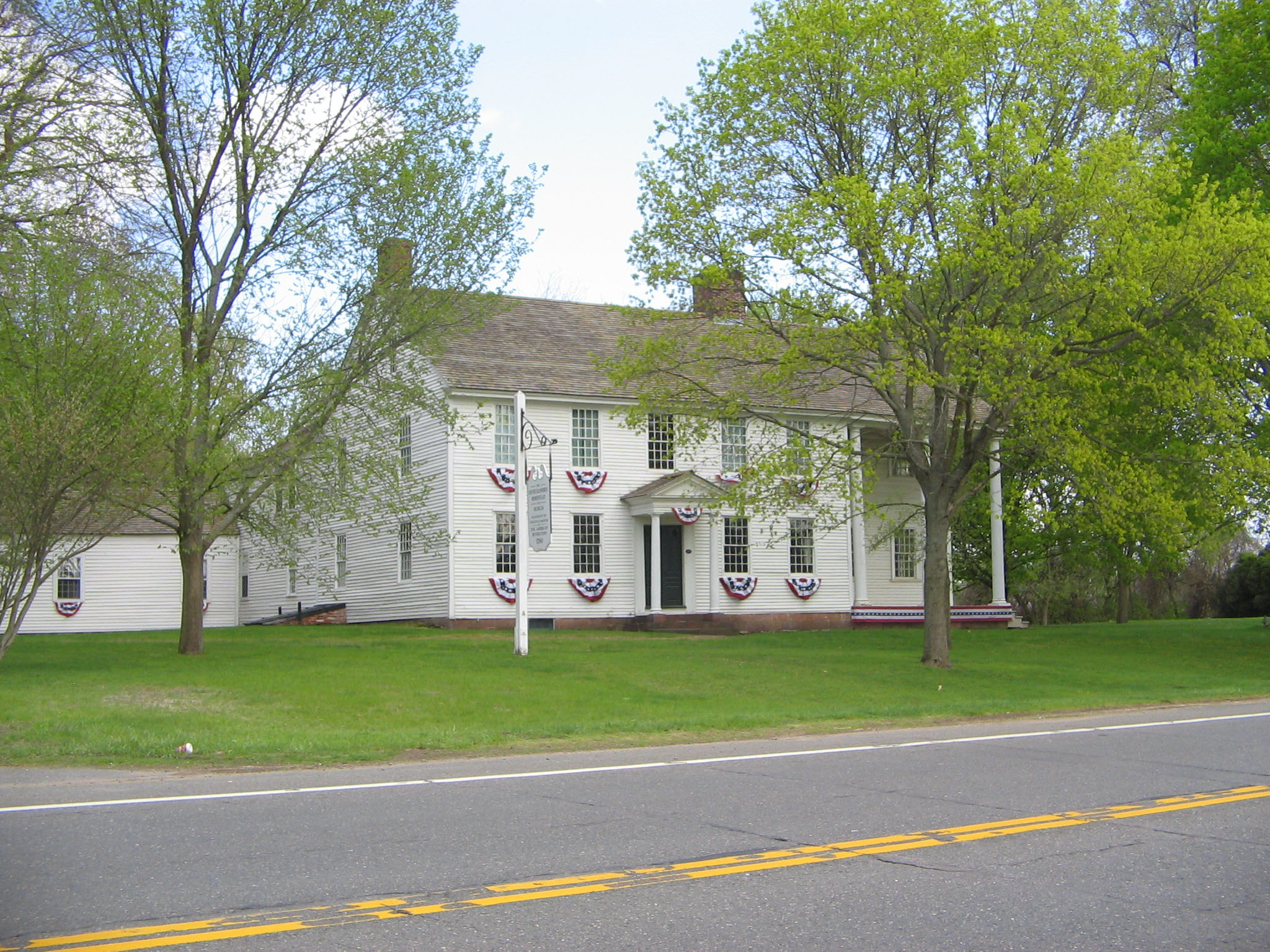
Geburtshaus von Henry Leavitt Ellsworth

1835 wurde Ellsworth zum Bürgermeister von Hartford gewählt. Er übte das Amt jedoch nur einen Monat aus, bis er zum ersten Leiter des US-amerikanischen Patentamts ernannt wurde. Dieses Amt hatte er bis 1845 inne. An seinem ersten Arbeitstag im Patentamt musste Ellsworth feststellen, dass sich die zur Anmeldung eingereichten Erfindungen in dem Raum der sein Büro sein sollte stapelten. Auch wurde bis zu diesem Zeitpunkt keine Liste über die Patentinhaber geführt, was sich unter Ellsworth jedoch schon bald änderte.
Als Leiter des Patentamts traf Ellsworth eine Entscheidung, die die Zukunft des ganzen Staates Connecticut beeinflussen sollte. Der junge Samuel Colt suchte nach Investoren zum Bau seines neu erfundenen Revolvers. Er weckte das Interesse Ellsworths, der Colt 1836 das Patent mit der Nummer 138 ausstellte. Mit diesem war es dem Erfinder möglich, $ 200.000 einzuwerben. Mit diesem Kapital gründete Colt die Patent Arms Manufacturing Company, eine Vorläuferin der heutigen Colt Defense Company.
Ellsworth war technisch sehr interessiert und seiner Zeit voraus. So wurde er beispielsweise auf den von Samuel Morse erfundenen Telegraphen aufmerksam und suchte beim Kongress um $ 30.000 nach um die Verwendungsmöglichkeiten des Apparats zu testen.
Nach seiner Zeit im Patentamt ließ er sich in Lafayette nieder, wo er als Makler arbeitete. 1857 kehrte er jedoch nach Connecticut zurück.
Am 27. Dezember 1858 starb Ellsworth in New Haven, Connecticut. Nach seinem Tod wurde der größte Teil seiner Aufzeichnungen der Bibliothek der Yale University übergeben. Dort werden sie bis zum heutigen Tag als eigenständige Sammlung aufbewahrt.

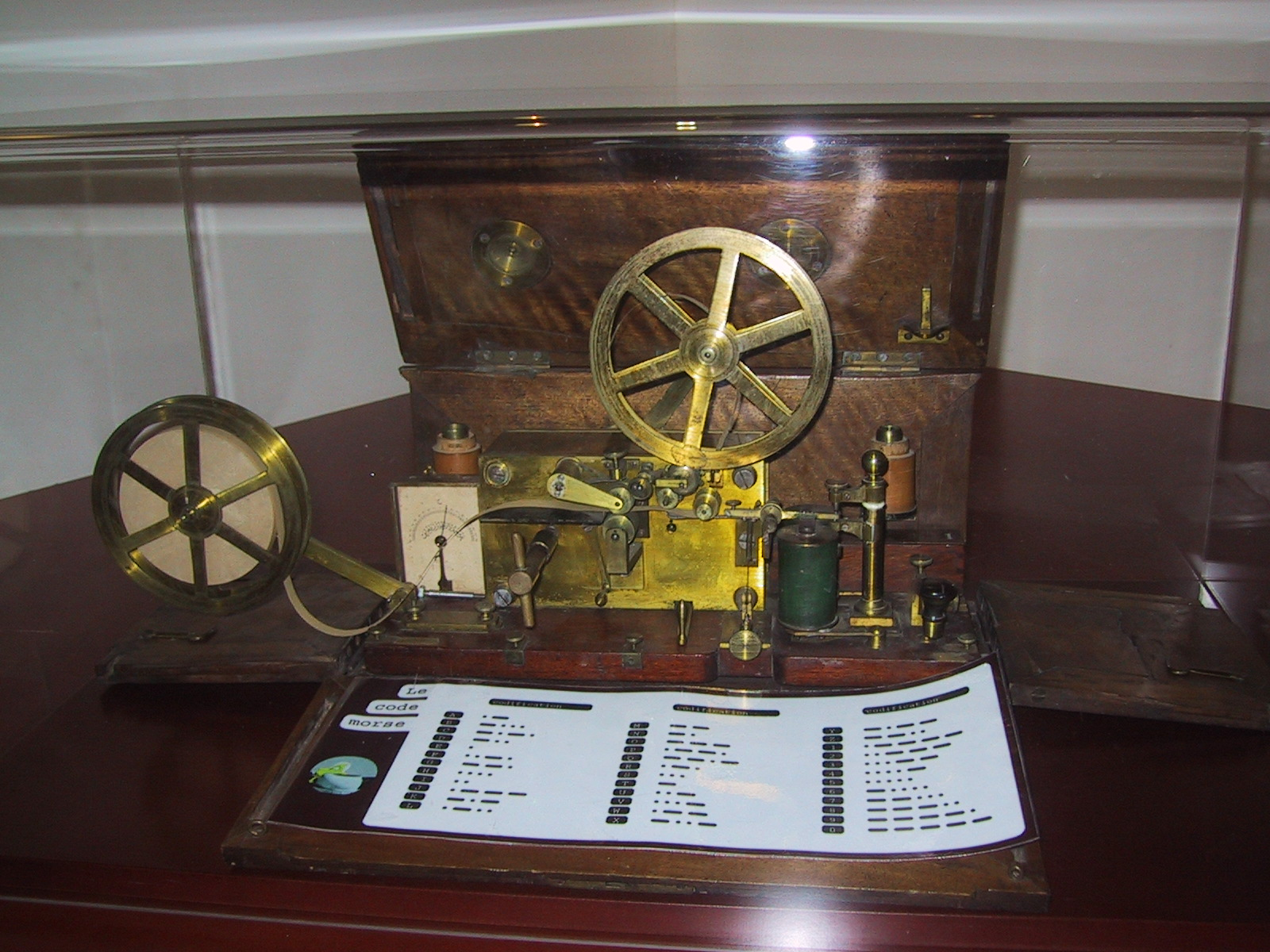
Morsethelegraph, dessen Patent von Ellsworth betreut wurde